# Acanthophoenix
Genre
Acanthophoenix est un genre de plantes de la famille des palmiers endémique des Mascareignes, dans le sud-ouest de l'océan Indien.
Ce genre comprend trois espèces qui sont toutes endémiques de l'ile de la Réunion :
- Acanthophoenix rubra le Palmiste rouge,
- Acanthophoenix crinita le Palmiste noir, et
- Acanthophoenix rousselii le Palmiste roussel.

## Classification
- Sous-famille des Arecoideae
  - Tribu des Areceae
    - Sous-tribu des Oncospermatinae

Le genre Acanthophoenix partage sa sous-tribu avec trois autres genres : Deckenia, Oncosperma et  Tectiphiala,.

## Galerie

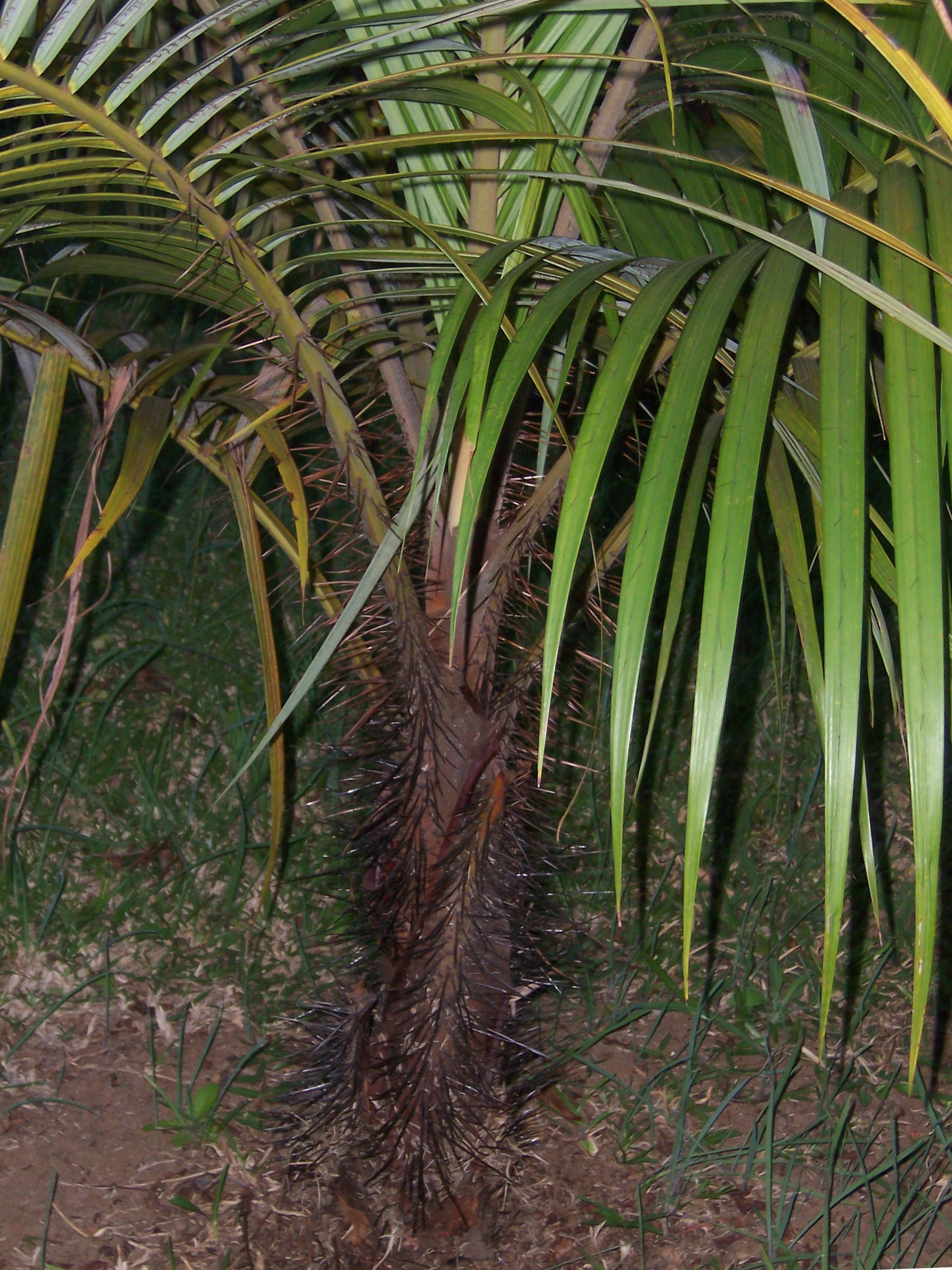
Palmiste rouge
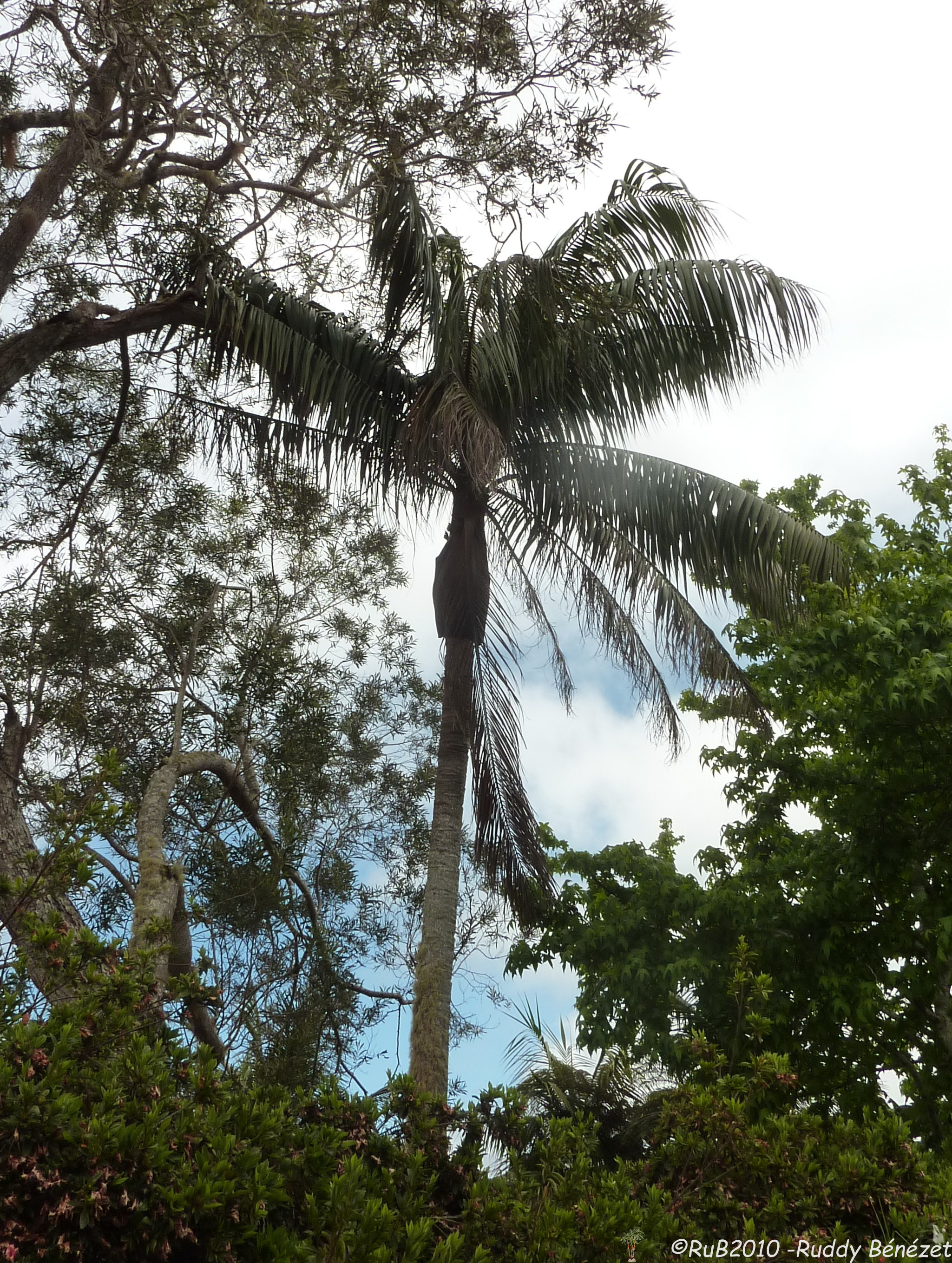
Palmiste noir
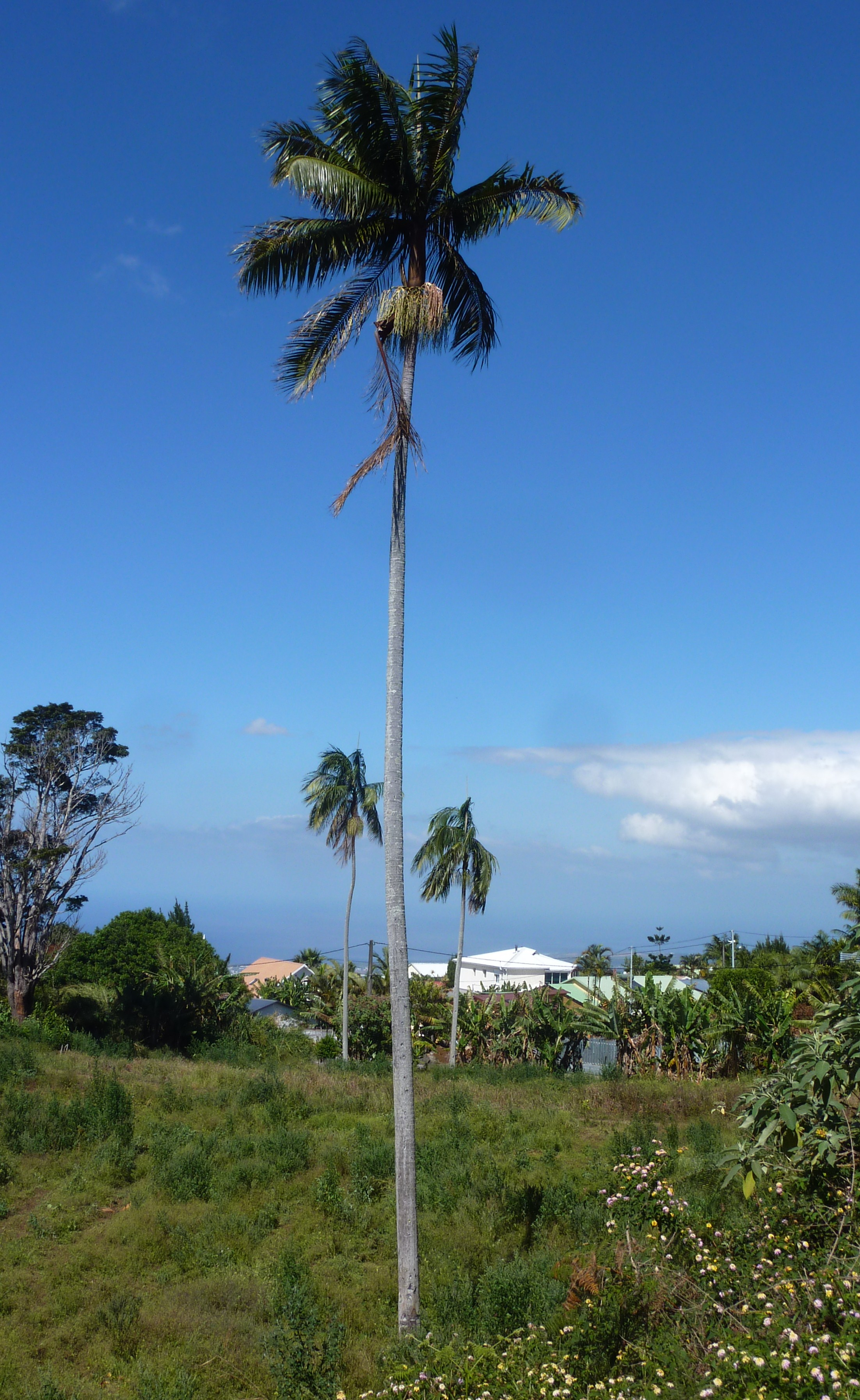
Palmiste roussel